# John Churchill, I Duce de Marlborough
John Churchill, Primul Duce de Marlborough (n. 26 mai 1650 - d. 16 iunie 1722) a fost un general și politician englez. Cariera sa s-a desfășurat de-a lungul domniei a sase suverani, de la Carol al II-lea al Angliei până la George I al Marii Britanii. A început să se facă remarcat în timpul domniei lui Carol al II-lea, dar datorită regelui Iacob al II-lea, protectorul său pe când era Duce de York, a obținut primele avansări, devenind generalul armatei regale. În 1685, când Iacob al II-lea a devenit rege, Churchill a avut un rol fundamental în sufocarea Rebeliunii lui Monmouth și în asigurarea autorității regelui, dar în 1688 l-a trădat pe Iacob trecând de partea protestanților și a lui William de Orania și a Mariei Stuart.
William de Orania, devenit rege cu numele de William al III-lea, l-a numit conte de Marlborough și i-a încredințat comanda armatei engleze în Irlanda în timpul războiului Marii Alianțe. Apoi poziția lui Churchill la curte a fost destul de importantă până în momentul în care s-a descoperit că acesta purta o corespondență secretă cu regele exilat, Iacob al II-lea și cu iacobinii. A fost arestat și închis  temporar în Turnul Londrei; a fost eliberat în 1694 și, datorită influenței soției sale Sarah, prietenă cu viitoarea regină Anna Stuart, și-a recăpătat proprietățile și titlurile, primind titlul de Căpitan-General al armatei engleze. A participat la Războiul de Succesiune Spaniol împotriva regelui Ludovic al XIV-lea, în care a obținut victorii strălucitoare, care l-au imortalizat drept unul din cei mai mari generali din istorie. S-a retras din viața publică în 1711, la reședința sa, Palatul Blenheim, din cauza opoziției multor membrii de la curte. S-a întors pe scena publică în timpul domniei lui George I. Lovit de un ictus, a murit în 16 iunie 1722, la vârsta de 72 de ani.
Ambiția sa insațiabilă l-a propulsat de la obscuritate în centrul scenei afacerilor britanice și europene, devenind cel mai bogat dintre supușii reginei Anna. Legăturile sale familiare i-au adus o rețea de relații pe scena europeană (sora sa Arabella Churchill a devenit amanta lui Iacob al II-lea, iar fiul lor, ducele de Berwick, a fost unul dintre cei mai mari mareșali ai lui Ludovic al XIV-lea). De-a lungul celor zece campanii consecutive ale războiului succesiunii spaniole, Marlborough a fost capabil să formeze și să mențină o coaliție discordantă, prin simpla forță a personalității sale, permițând Armatei Britanice să ajungă la un nivel pe care nu îl cunoscuse din Evul Mediu. Chiar dacă nu a reușit să obțină capitularea totală a dușmanilor săi, victoriile sale au promovat Anglia la statutul de mare putere, asigurându-i astfel o prosperitate crescândă în cursul secolului al XVIII-lea. 
Împreună cu Alexandru Macedon și Scipio Africanul, a fost unicul conducător care și-a încheiat cariera neînvins.

## Primii ani

### De la războiul civil la restaurare

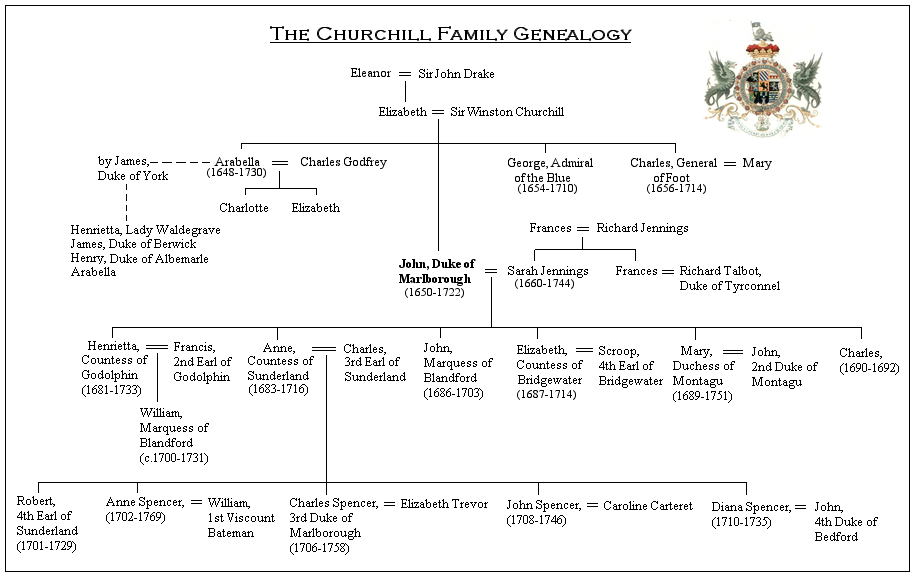
Arborele genealogic al familiei Churchill

John Churchill s-a născut la un an după decapitarea regelui Carol I al Angliei, în urma războiului civil englez și a fost fiul lui Sir Winston Churchill și al soției acestuia, Elizabeth Drake. Tatăl său, în timpul războiului civil, a rămas fidel cauzei regaliste, împotriva Parlamentului. După victoria armatei parlamentare și instaurarea Commonwealthului, familia Churchill a căzut în dizgrație. John și sora sa mai mare, Arabella au crescut în condiții modeste pe toată durata Commonwealthului.
Odată cu "Restaurarea" din 1660 și urcarea pe tron a lui Carol al II-lea al Angliei, fiul regelui decapitat, soarta familiei Churchill se schimbă. Winston Churchill a fost recompensat pentru că a rămas fidel cauzei regaliste: în 1661 a devenit membru în noul Parlament ca reprezentant al orașului Weymouth, și, în semn de favoare regală, i s-a restituit tot ceea ce pierduse în timpul războiului. În 1662, regele l-a numit Commissioner for Irish Land Claims, astfel toată familia s-a transferat la Dublin. În orașul irlandez, tânărul John a frecventat Dublin Free School, dar anul următor tatăl său a fost rechemat în Anglia pentru o funcție de prestigiu la Whitehall, iar John a frecventat St. Paul's School din Londra. Regele nu s-a limitat să-l ajute pe Winston Churchill în cariera sa: Arabella, fiica mai mare a lui Winston, a devenit în 1665 domnișoara de onoare a ducesei de York, Anne Hyde, cumnata regelui, și puțin târziu John a devenit pajul Ducelui de York,fratele regelui.

### Primele experiențe militare

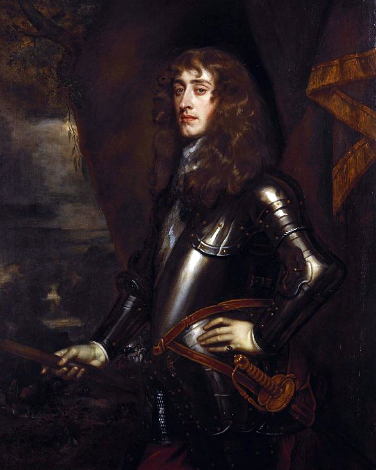
Iacob, duce de York, portret de Peter Lely, 1665

Alături de ducele de York, fratele mai mic al regelui și succesorul său la tron, tânărul John a avut posibilitatea de a se apropia de lumea militară. Împins poate și de duce, pasionat de arme și marină, John a luat decizia de deveni soldat. În 14 septembrie 1667 a obținut un post în King's Own Company, iar mai târziu a făcut parte din corpul de infanterie Grenadier Guards. Anul următor, 1668, a plecat într-o misiune militară în Tanger, care făcea parte din dota proaspetei soții a lui Carol al II-lea, Caterina de Braganza. A rămas în Africa de Nord trei ani, timp în care și-a desăvârșit experiența militară, participând la mici conflicte armate împotriva maurilor.
În 1671, la douăzecișiunu de ani, s-a întors la Londra, unde, datorită recentelor sale experiențe pe tărâmuri îndepărtate și a manierelor, descrise de Lordul Chesterfield drept irezistibile, a atras atenția uneia din principalele favorite a regelui, Barbara Palmer, Ducesă de Cleveland. Dar relația cu ducesa s-a dovedit curând periculoasă pentru tânărul soldat, datorită poziției acesteia la curte. Multe surse istorice confirmă că prima fiică a lui Barbara Palmer, s-a născut din relația cu Churchill și nu era fiica regelui.

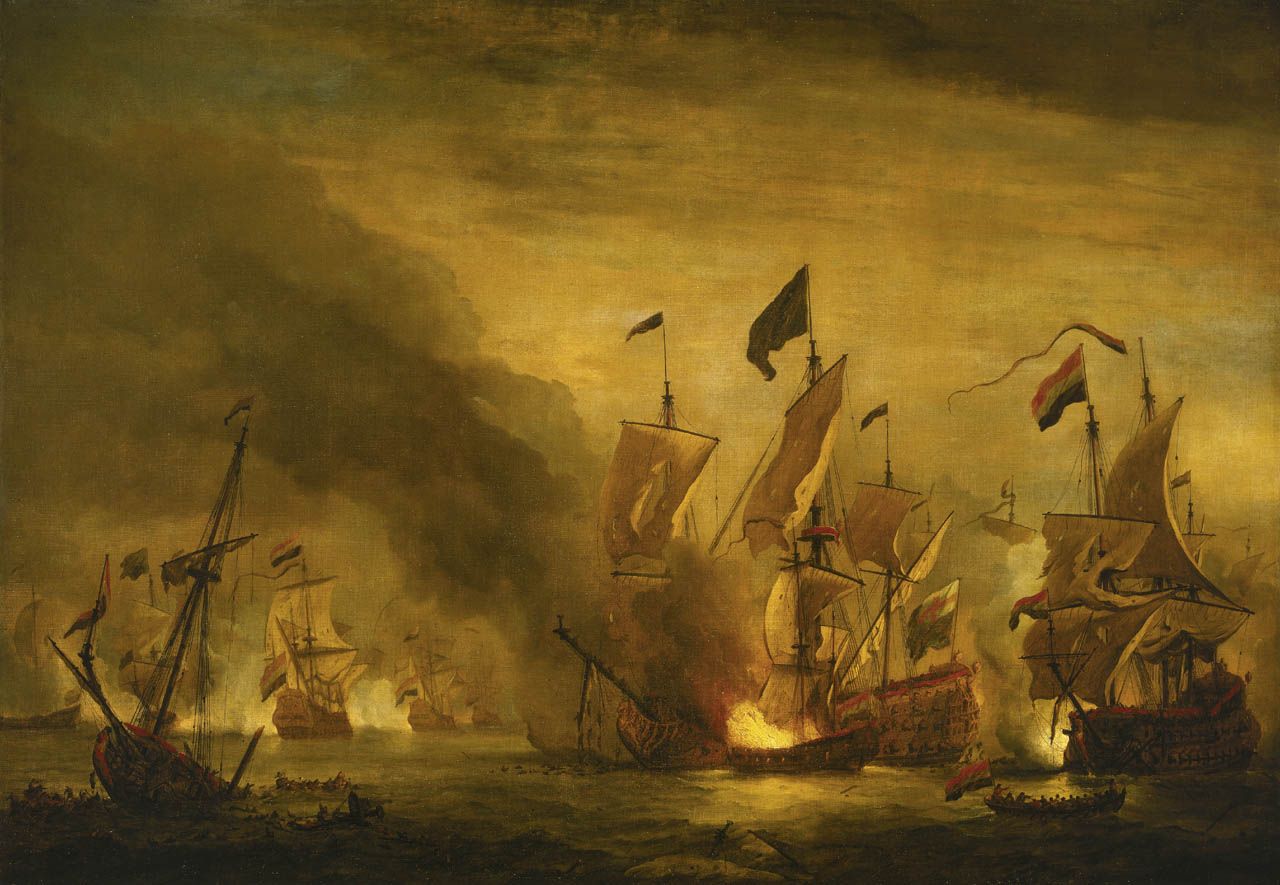
Bătălia navală de la Solebay, de Willem van de Velde

În 1672 s-a întors pe mare și a luat parte la bătălia de la Solebay, împotriva flotei olandeze, în cel de-al treilea război anglo-olandez. Alături de Iacob, duce de York și de Edward Montagu, I Conte de Sandwich, John Churchill s-a demonstrat un optim ofițer de marină și a primit funcția de Lord High Admiral's Regiment.
În 1673 a luat parte la asediul de la Maastricht, în care trupele lui Ludovic al XIV-lea al Franței luptau împotriva armatei Provinciilor Unite. Churchill, care lupta de partea francezilor, s-a făcut remarcat în timpul bătăliei. Casa regală engleză l-a recompensat pentru că a salvat viața ducelui de Monmouth, fiul nelegitim al regelui Carol al II-lea, iar casa regală franceză i-a recunoscut meritul de a fi apărat cu îndârjire una din părțile fortificate ale orașului. Ludovic al XIV-lea l-a lăudat personal pe tânărul Churchill.
Între timp, Parlamentul, ostil francezilor catolici, a ordonat retragerea armatei engleze din războiul Olandez]]; în ciuda decretului Parlamentului, câteva regimente engleze au rămas pe continent continuând să lupte alături de francezi. În 1674, Churchill, care lupta încă alături de francezi, a fost numit colonelul unui regiment, și a luptat alături de unul din cei mai mari generali din acea vreme, mareșalul Turenne. După istoricul britanic Thomas Babington Macaulay, mareșalul Turenne a avut numai cuvinte de laudă și apreciere la adresa tânărului Churchill. În lunile următoare, Churchill a participat la numeroase bătălii, printre care bătălia de la Sasbach, din iunie 1675, în timpul căreia a murit mareșalul Turenne.

### Căsătoria

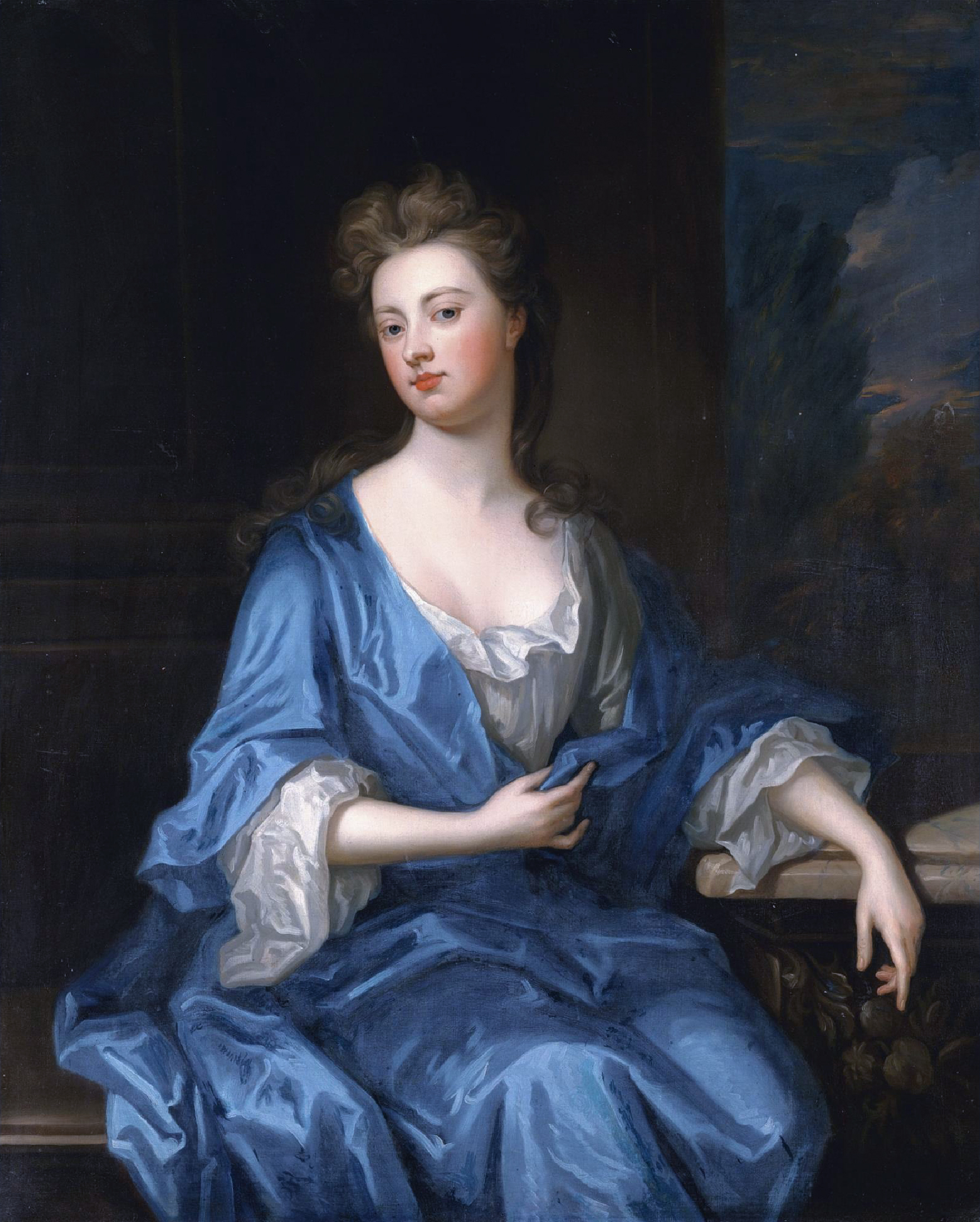
Sarah Jennings, portret atribuit lui Godfrey Kneller

După sfârșitul războiului, Churchill s-a întors în patrie. Sosit la Londra, a locuit la Palatul St. James, reședința preferată a regelui și a curții. Acolo a cunoscut-o pe Sarah Jennings, o tânără domnișoară de companie, de care s-a îndrăgostit. Sarah provenea dintr-o familie din mica nobilime, iar povestea sa familiară era similară cu cea a lui Churchill din multe puncte de vedere: tatăl ei fusese un regalist și după războiul civil, familia sa se afla în condiții economice precare. După moartea tatălui său, Sarah, împreună cu mama sa și sora sa, se mutase la Londra, unde regele le-a răsplătit pentru fidelitatea lor: mama sa primise o pensie din partea statului, iar Sarah și sora sa făceau parte din doamnele de companie ale prințesei italiene catolice , Mary de Modena, noua ducesă de York și viitoare regină a Angliei.
În 1675, la întoarcerea lui Churchill la Londra, Sarah avea cincisprezece ani și tânărul a fost imediat fermecat. Chiar dacă fosta sa amantă, Barbara Palmer, nu era de acord cu comportamentul lui, Churchill a continuat să-i facă o curte asiduă tinerei. Tatăl lui Churchill, și el nemulțumit de comportamentul tânărului, i-a propus să se căsătorească cu Catherine Sedley, o contesă bogată care fusese amanta regelui. Cu toate acestea, în iarna 1677 - 1678, Churchill s-a căsătorit în secret cu Sarah, probabil în unul din apartamentele ducesei de York.

## Anii de criză (1678-1700)

### Serviciul diplomatic

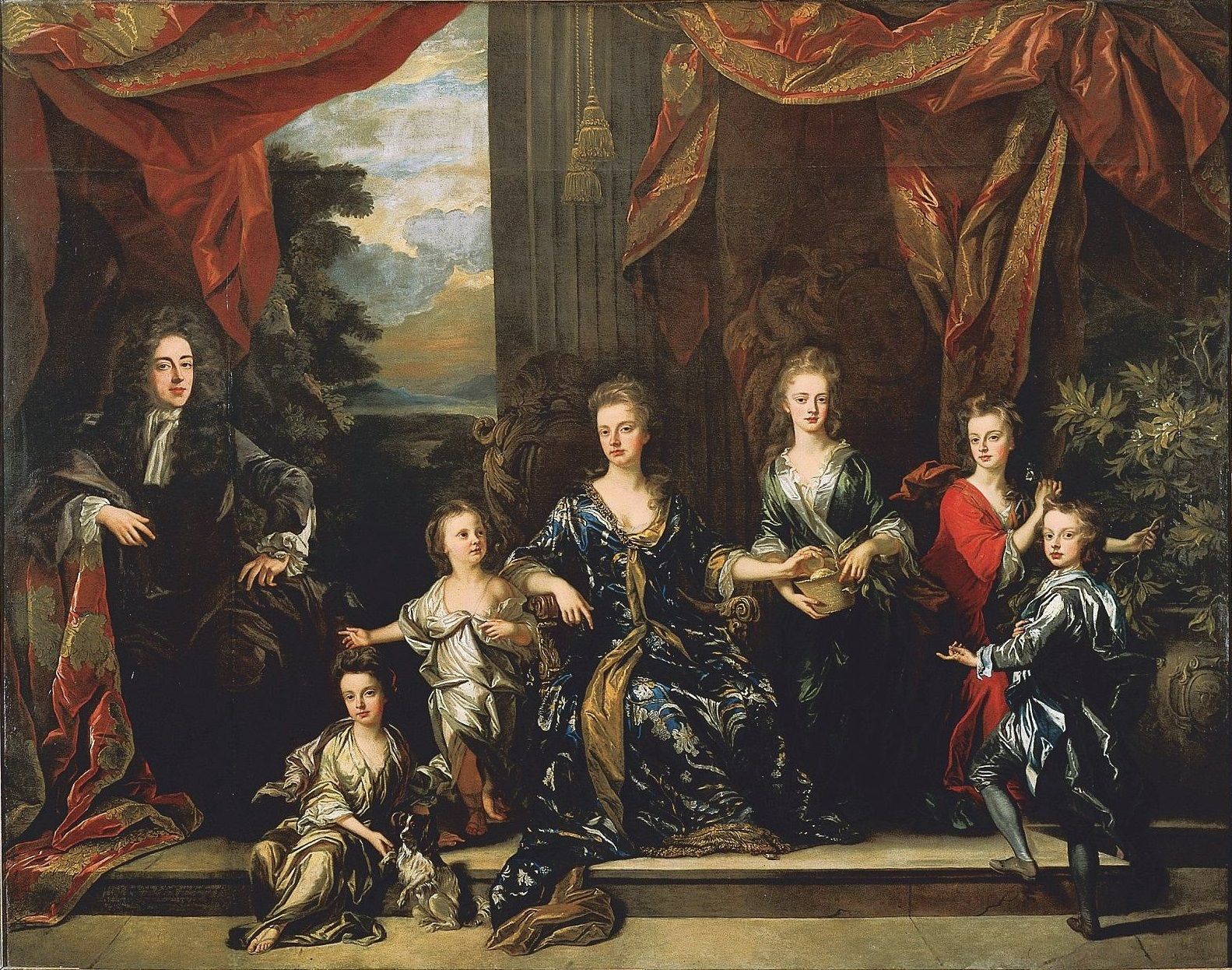
Familia Marlborough în 1694, de John Closterman. La stânga ducelui se află Elizabeth, Mary, ducesa, Henrietta, Anne şi John

În anii care au urmat, Churchill a primit de la rege o importantă sarcină diplomatică: însoțit de prietenul său Sidney Godolphin, viitorul conte de Godolphin, a plecat pe continent, pentru a începe tratativele pentru o alianță între Anglia și Provinciile Unite. La Haga, unde olandezii împreună cu spaniolii se pregăteau pentru războiul împotriva Franței, Churchill a luat contact cu William de Orania și întâlnirea lor, în afară de faptul că a demonstrat calitățile de diplomat ale lui Churchill, părea să confirme o alianță între Anglia și Olanda. Totuși, din cauza contactelor amicale constante dintre Anglia și Franța și din cauza reticenței lui Carol al II-lea de a se alia cu olandezii împotriva verișorului său, Ludovic al XIV-lea, tentativele diplomatice ale lui Churchill au dat greș.  La întoarcerea sa la Londra, a fost primit cu entuziasm și a fost numit General de brigadă, în vederea unui război iminent. Dar Tratatul de la Nimega din 1678, semnat de majoritatea marilor puteri europene, a pus capăt războiului.
În timp ce în Europa se semna pacea, în Anglia izbucneau conflicte interne: "complotul papal", conjurația ce avea drept scop asasinarea regelui de către catolici, a purtat în țară un nou val de ură împotriva catolicilor. În consecvență, Parlamentul a promulgat Exclusion Bill (Actul de Excludere), lege prin care toate persoanele ce nu erau de religie anglicană, erau împiedicate să exercite orice funcție publică. Astfel, Iacob, duce de York, fratele regelui și protectorul lui Churchill, a trebuit să renunțe la toate prerogativele sale și a fost constrâns să plece în exil pentru trei ani. Iacob l-a obligat pe Churchill să-l aștepte întâi la Haga, apoi la Bruxelles, înainte de a-i permite să meargă la Edinburgh. În 1682, Iacob s-a întors la Londra, iar Churchill a fost numit în 21 decembrie Pair al Scoției, cu titlul de baron Churchill de Eyemouth: anul următor a devenit colonel al Primului Regiment de Dragoni al Maiestății Sale.

### Domnia lui Iacob: rebeliuni și revoluție
În 1683, Churchill a fost trimis ca șef al delegației engleze care l-a însoțit pe prințul George al Danemarcei din țara sa natală, la Londra, unde s-a căsătorit cu prințesa Anna, în vârstă de 18 ani,  fiică mai mică a ducelui de York. Prin această căsătorie, Anglia se asigura că moștenitorii tronului vor fi protestanți. Între timp Sarah, soția lui Churchill, prietenă din copilărie cu Anna, a fost numită Lady of the Bedchamber. Relația lor a continuat să înflorească de-a lungul timpului. La rândul său Churchill a tratat-o pe Anna cu afecțiune și respectul cuvenit rangului ei.
La moartea lui Carol al II-lea în 1685, fratele său catolic, Iacob, a urcat pe tron cu numele de Iacob al II-lea. Churchill a fost numit guvernator al Companiei Golfului Hudson. A fost confirmat Lord of the Chamber și ridicat la rangul de Pair al Angliei ca Baron Churchill de Sandridge în Hertfortshire, primind un loc în Camera Lorzilor. Domnia noului suveran a fost marcată imediat de rebeliunea lui Monmouth, care avea drept scop înlăturarea lui Iacob și instaurarea pe tronul Angliei a lui James Scott, fiul nelegitim a lui Carol al II-lea. Ducele, trimis în exil în Olanda datorită participării sale la Rye House Plot, se aliase cu puternicul clan scoțian de Argyll și se pregătea să invadeze teritoriul englez.
În iunie 1685, Churchill a primit comanda infanteriei regale, dar apoi a fost supus autorității lui Louis Duras, al II-lea Conte de Feversham. Se crede că această lipsă de încredere a fost unul din motivele deciziei luate  de Churchill mai târziu. Deși Churchill a fost subordonat lui Feversham, organizarea administrativă, talentul său tactic și curajul pe câmpul de luptă au avut un rol esențial în câștigarea bătăliei de la Sedgemoor. Istoricul John Tincey scria Sedgemoor poate nu a fost cea mai spectaculoasă victorie a lui Churchill, dar este drept să fie considerată prima. Churchill a fost promovat la gradul de general-maior pe 3 iulie, dar Feversham a primit cea mai mare parte a recompensei. Totuși Churchill nu a fost uitat și în luna august a primit gradul de colonel al gărzilor de corp. Cu toate acestea, istoricul David Chandler crede că este posibil ca bătălia de la Sedgemoor și persecuțiile care au urmat, conduse de zelul însetat de sânge al judecătorului George Geffreys să fi fost începutul unui proces de deziluzie care-l va conduce trei ani mai târziu la abandonarea regelui și prietenului său.
Când regina a dat naștere unui fiu, James Francis Edward Stuart, s-a deschis perspectiva unei dinastii catolice. Având în vedere că politica monarhului îi putea periclita cariera și putea provoca o revoluție, Churchill nu avea intenția de a o lua pe urmele tatălui său. În acest moment, un grup de șapte bărbați, Cei șapte nemuritori au decis să-i invite pe prințesa Maria și soțul ei, William de Orania să invadeze Anglia și să ia tronul. Semnatarii scrisorii erau conservatori, liberali și arhiepiscopul Londrei, Henry Compton. Aceștia l-au asigurat pe William de Orania că 85 % din populație era dornică de o schimbare. Deși Churchill nu s-a numărat printre semnatarii scrisorii, (el nu avea un rang politic suficient de înalt), prin intermediul unui contact la Haga , și-a exprimat intențiile sale lui William: Dacă credeți că este ceva ce aș putea să fac, nu trebuie decât să-mi comandați.
În 5 noiembrie 1588, William de Orania a invadat Anglia, susținut de o mare parte a nobililor protestanți. Iacob l-a promovat pe Churchill general-locotenent al armatei și i-a ordonat să-i învingă pe invadatori. Churchill însă, după o ședință a Consiliului de război, în noaptea de 24 noiembrie s-a strecurat afară din tabăra regală și însoțit de aproximativ 400 de soldați a plecat spre William, la Axminster. Acest fapt presupunea ca și armata să-l urmeze, ceea ce l-a pus pe Iacob într-o situație dificilă.
În timpul nopții, prințesa Anne însoțită de Sarah, a părăsit Londra și s-a îndreptat spre Nottingham.
Iacob, care după cuvintele Arhiepiscopului de Rheims a abandonat trei regate pentru o liturghie, a fugit în Franța cu soția și fiul său.

### Generalul lui William al III-lea

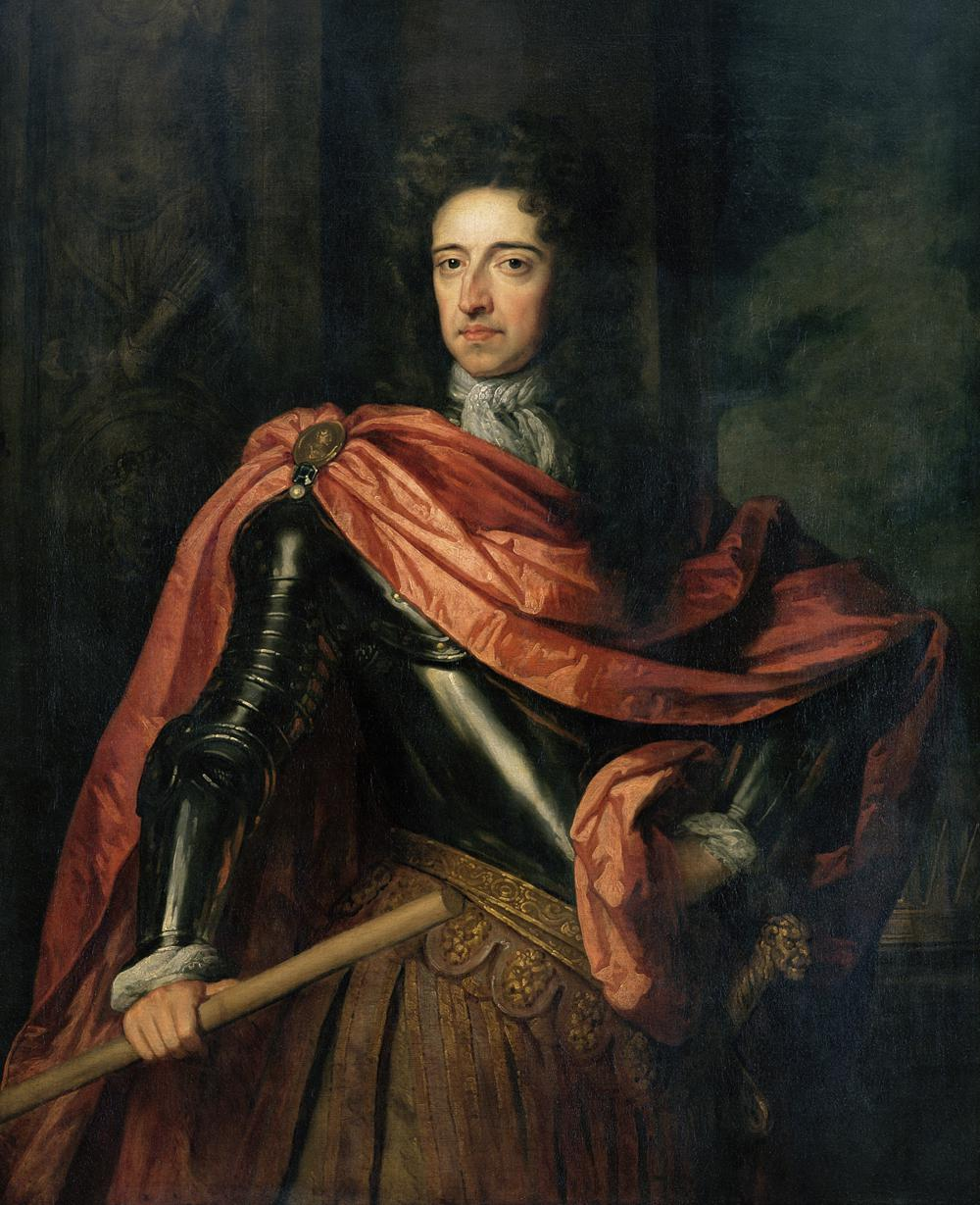
Regele William al III/lea al Angliei

Revoluția Glorioasă a luat sfârșit fără mari vărsări de sânge, iar Churchill a fost chemat să facă parte din Consiliul Privat al Regatului Unit (numit de acum înainte "CP" ) în februarie 1689, iar în aprilie a fost creat conte de Marlborough. În 1689, Churchill a comandat armata engleză împotriva francezilor în Flandra.
Marlborough a rămas în afara sferei publice mare parte din anii următori, deoarece William al III-lea nu avea încredere deplină în fostul susținător al Stuarților. Chiar și apărătorii lui Churchill, printre care faimosul său descendent și biograf Winston Churchill, au avut dificultăți pentru a găsi justificări morale, patriotice sau religioase ale trădării sale. În conformitate cu Chandler, este dificil ca Churchill să fie absolvit pentru lipsa lui de compasiune, cruzimea, nerecunoștința și trădarea lui pentru un om căruia îi datora aproape totul.
Suspiciunile lui William s-au dovedit fondate, când în 1692 s-a descoperit că Churchill purta o corespondență secretă cu regele din exil, Iacob. Churchill a căzut în dizgrație, dar este aproape incredibil faptul că nu a suferit ulterior pentru trădarea sa. A continuat să trimită știri despre mișcările trupelor engleze în timpul războaielor lui William pe continent. Dar, cu o duplicitate caracteristică, avea grijă să trimită informațiile prea târziu pentru a putea fi folosite. Trebuie să notăm că în vreme ce coresponda cu inamicii Angliei, nu l-a abandonat niciodată pe William în momentele dificile, cum făcuse în schimb cu Iacob pe când avea comanda supremă a armatei.

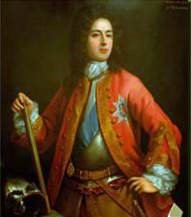
John Churchill la 30 de ani. Steaua Ordinului Jartierei a fost adăugată în 1707

La mai puțin de șase luni după plecarea lui Iacob al II-lea, Anglia a intrat în război împotriva Franței ca parte a unei coaliții puternice care viza limitarea ambițiilor lui Ludovic al XIV-lea. Filip, Duce de Anjou, nepotul regelui Franței, Ludovic al XIV-lea, a fost propus pentru tronul Spaniei. Dar decât să consimtă Franței extinderea puterii asupra unei părți atât de ample a continentului european, s-a format o coaliție a puterilor europene care includea Anglia, Țările de Jos, Austria și majoritatea principatelor Sfântul Imperiu Roman, care îl susțineau pe pretendentul austriac, Arhiducele Carol al VI-lea de Habsburg. Puțin mai târziu s-au unit coaliției și Portugalia și Ducatul de Savoia. Cu experiența lui, era logic ca Marlborough să preia comanda armatei de opt mii de soldați trimisă în Țările de Jos, în primăvara anului 1689. În Bătălia de la Walcourt, din 25 august 1689, Marlborough și-a câștigat laudele comandantului armatei coaliției, Prințul George Frederick de Waldeck - în ciuda tinereții sale, el a manifestat o capacitate militară mai mare decât cea a celor mai mulți generali după o serie lungă de războaie. El este unul din cei mai galanți bărbați pe care îi cunosc.

## Ultimii ani (1700-1722)

### Războiul de succesiune spaniol

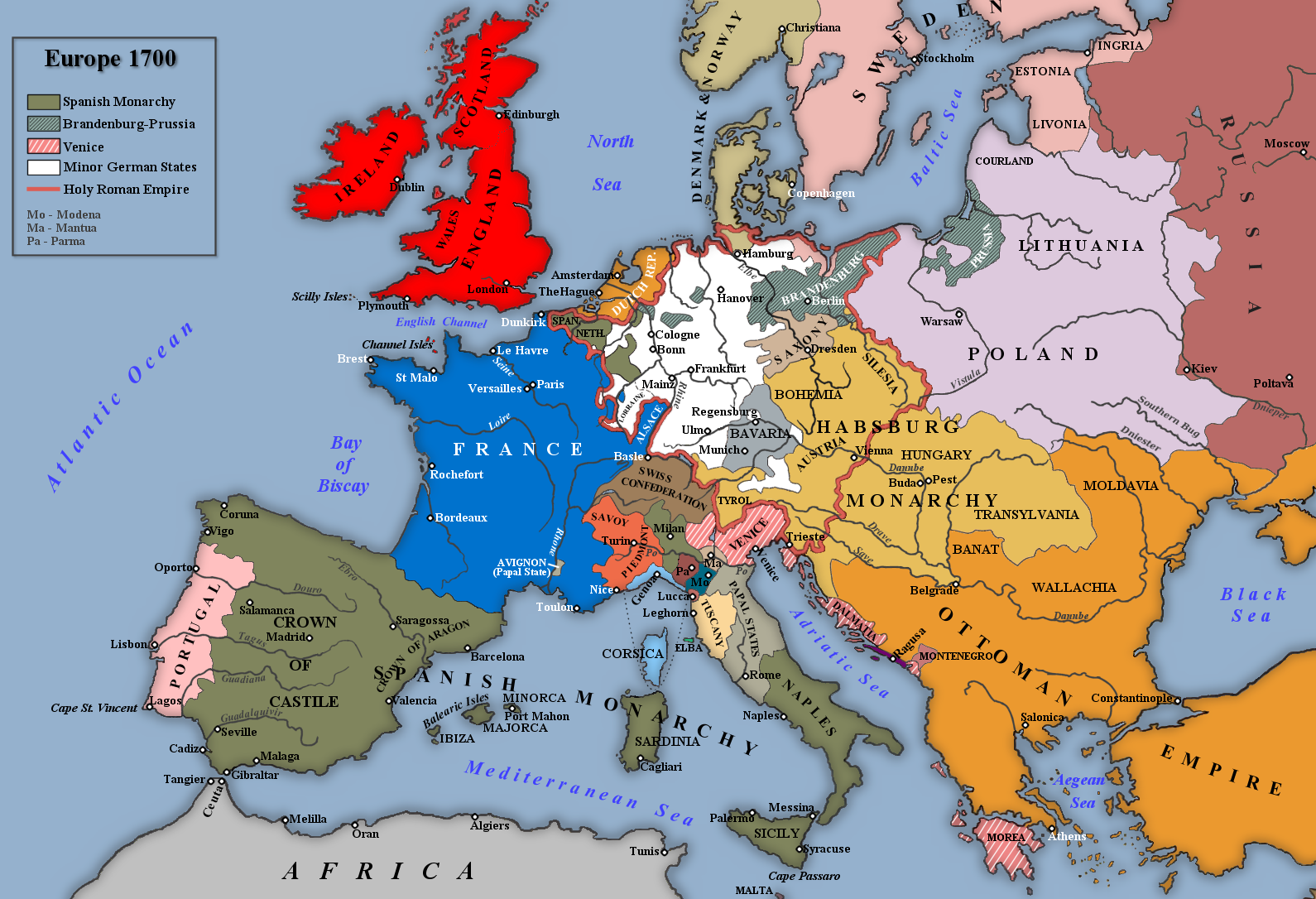
Europa la începutul războiului de succesiune spaniol. Marlborough a luptat mai mult în Țările de Jos.

Moartea lui Carol al II-lea al Spaniei în 1 noiembrie 1700, infirm și fără moștenitori, a pus problema succesiunii la tronul Spaniei și al vastului său imperiu. Încă o dată Europa se va angaja în război: Războiul Succesiunii Spaniole. Carol al II-lea lăsase moștenire regatul său lui Filip, duce de Anjou, nepotul regelui Franței, Ludovic al XIV-lea. Unirea regatelor Franței și Spaniei sub controlul Casei de Bourbon era o amenințare inacceptabilă pentru Anglia, Provinciile Unite și împăratul Sfântului Imperiu Roman, Leopold I, care pretindea tronul Spaniei pentru el însuși. Cunoscând influența lui asupra viitoarei regine Anna și conștient că sănătatea sa se deteriora, William al III-lea a decis să-i atribuie lui Marlborough un rol central în domeniul afacerilor europene. Astfel l-a trimis la Haga pentru a reprezenta comanda forțelor armate britanice și pentru a negocia organizarea unei noi coaliții care să se opună Franței și Spaniei. Pe 7 septembrie 1701 a fost semnat în mod corespunzător Tratatul celei de-a Doua Mari Alianțe de către reprezentanții englezi, germani și olandezi, tratat destinat să contracareze ambițiile lui Ludovic al XIV-lea și puterea Bourbonilor. Cu toate acestea William nu a văzut declarația de război a Angliei din 8 martie 1702, deoarece a murit în urma unui accident de călărie. Dar înainte de a muri a organizat cu succes alianța anti-franceză, iar războiul a continuat și după moartea lui. Cumnata lui William, Anna a fost imediat proclamată regină. Moartea lui William a cauzat inițial confuzie în rândul coaliției și contele Wratislav a scris: Cea mai mare consolare a noastră în această situație este că Marlborough cunoaște întreaga situație și datorită influenței sale asupra reginei poate face totul. Anna,  influențată de soția lui Churchill, (care se bucura de încrederea și favorurile reginei) dornică să-l recompenseze pe Marlborough pentru abilitățile sale diplomatice și războinice, l-a numit cavaler al Ordinului Jartierei (de aici abrevierea post-nominală "KG", Knight of the Garter), căpitan-general al trupelor engleze și Master General of Ordnance. Lady Sarah Marlborough a fost de asemenea promovată, iar acum aveau un venit anual de 60000 de sterline și o influență de neegalat la curte.

### Primele campanii
Campania din 1703 nu a produs niciun rezultat, dar Marlborough a câștigat un avantaj substanțial frustrând planul lui Ludovic al XIV-lea de a invada Țările de Jos, prin ocuparea fortărețelor nord-occidentale ale Țărilor de Jos, Venlo și Roermond și devastând Electoratul Prințului Elector de Köln, precum și domeniile episcopatului de Liege, doi aliați germani ai lui Ludovic al XIV-lea. Datorită acestor victorii, a fost creat marchiz de Blandfort și duce de Marlborough, titlu cu care va fi cunoscut de acum înainte. A fost de asemenea acreditat pentru fondarea unei noi școli de strategie militară. Până în acel moment, generalii europeni proveneau de la vechea școală, care urmând logica gentilomilor, era adepta atacului armat impulsiv în rândurile opuse, unde victoria era în general câștigată cu prețul unor mari pierderi. Pe câmpul de bătălie era mereu atent și energic, chiar dacă deseori nu era ferm în operațiile precedente bătăliei pentru a-și asigura minimul avantaj, ca ocolirea flancurilor adversarilor, înșelarea inamicului și atacul prin surprindere. Într-o ocazie el a constrâns armata inamică franceză de 60000 de soldați, să se retragă și a cucerit ducatul de Brabant (astăzi Belgia), cu pierderi minore de 80 de oameni. Chiar și în timpul celor mai crude și sângeroase bătălii, nu s-a îndepărtat de oamenii săi, și-a condus personal soldații cu un curaj imperturbabil, ceea ce a provocat admirația tuturor.
Marlborough a fost un inovator și în câmpul logisticii și al subzistentei. Într-o epocă în care armata se hrănea deseori pe cheltuiala districtelor care o găzduiau, campaniile lui Marlborough s-au distins prin faptul că soldații săi erau bine hrăniți și aprovizionați.

### Blenheim și alte victorii

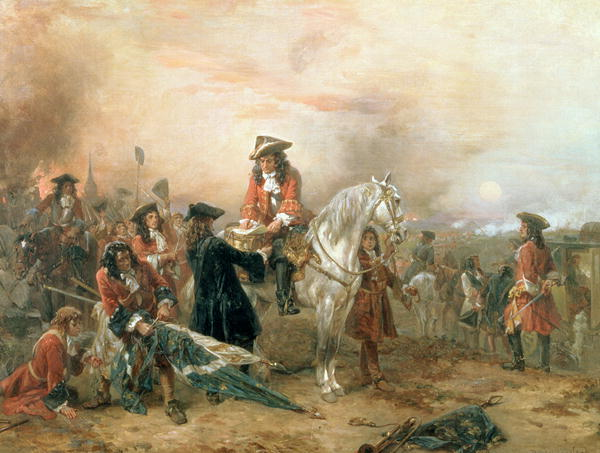
Marlborough la Blenheim, ulei pe pânză de Robert Alexander Hillingford

Presată de bavarezi și francezi la vest și de rebelii unguri la est, Austria s-a confruntat cu posibilitatea reală să iasă din război. Temerile cu privire la Viena, precum și situația din sudul Germaniei, l-au convins pe Marlborough de necesitatea de a trimite ajutor pe Dunăre printr-o inițiativă extrem de îndrăzneață. De la început Marlborough era decis să-i inducă în eroare pe olandezi, care nu ar fi permis o diminuare a forțelor aliate în Olanda spaniolă. În acest scop, Marlborough și-a mutat trupele engleze lângă râul Mosela (plan aprobat de către Haga), dar sosit acolo a plănuit să se strecoare și să mărșăluiască spre sud, pentru a face legătura cu trupele austriece din sudul Germaniei. O combinație de înșelăciune strategică și administrare genială i-au permis lui Marlborough să-și atingă scopul. După un marș de 400 de kilometri, aliații au luptat împotriva forțelor franco-bavareze pe Dunăre. Prima întâlnire importantă a avut loc pe 2 iulie 1704, când Marlborough și prințul Louis-William de Baden-Baden au luat cu asalt Schellenberg, la Donauwörth. Evenimentul principal a avut loc pe 3 august când Marlborough - asistat de comandantul imperial Eugen de Savoia - a avut o victorie zdrobitoare asupra armatei mareșalului Tallard și a Electorului de Bavaria în Bătălia de la Blenheim. Întreaga campanie, pe care istoricul John Lynn o descrie ca fiind una din cele mai mari exemple de marș și de luptă înainte de Napoleon, a fost un model de planificare, logistică, tactică și operațiune militară și a schimbat cursul conflictului - Bavaria a fost scoasă din război, iar speranțele lui Ludovic al XIV-lea într-o victorie timpurie au fost distruse. După victoriile succesive de la Landau pe Rin și Trier și Traben-Trarbach pe Mosela, chiar și conservatorii nu au putut să-și reprime admirația lor patriotică.

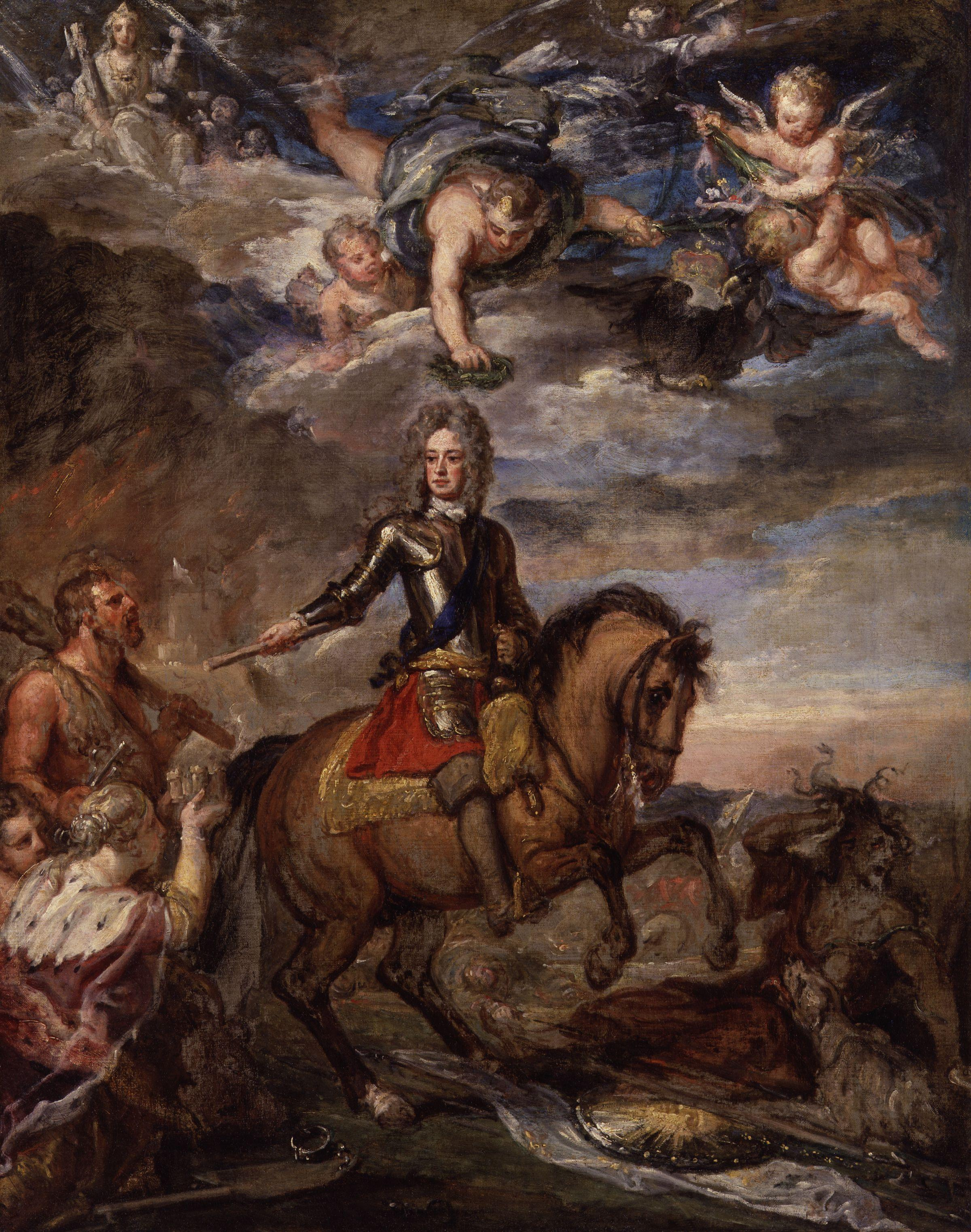
John Churchill, primul duce de Marlborough de Godfrey Kneller. Această schiţă în ulei îl arată pe Marlborough după victoriile de la Blenheim și Ramillies

Regina Anna l-a răsfățat pe favoritul ei la palatul regal Woodstock, dar treptat relația soției lui Marlborough cu regina a început să se răcească. Ducii de Marlborough avansaseră pe plan social și datorită relaților apropiate cu regina Anna, dar campania neobosită a ducesei de Marlborough împotriva conservatorilor (Sarah era o susținătoare convinsă a partidului Whig, liberal) a izolat-o de regină, susținătoare a conservatorilor, suporteri fermi ai Bisericii Angliei. În plus, Anna nu mai era adolescenta timidă ușor de dominat de către frumoasa ei prietenă și era sătulă de lipsa de tact a lui Sarah și de aroganța ei, care în anii următori le-a distrus prietenia și au subminat poziția soțului ei.

### Ultimele bătălii

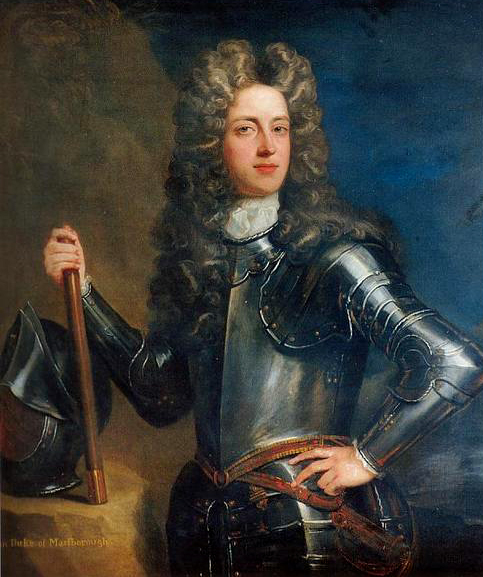
Ducele de Marlborough, portret de Sir Godfrey Kneller.

În 1705, Marlborough a fost constrâns să renunțe la un ambițios atac asupra Franței, prin valea râului Meuse, deoarece prințul Eugene de Savoia fusese trimis să lupte în Italia. Cu toate acestea Marlborough a decis o ofensivă în Țările de Jos Spaniole. Francezii, sub comanda mareșalului Villeroi, erau concentrați într-o linie lungă de la Anvers la Namur, acoperind orice punct vulnerabil cu fortificații. Ludovic al XIV-lea, care la rândul său era hotărât să lupte și să răzbune înfrângerea de la Blenheim, a ordonat mareșalului Villeroi să-l caute pe Monsieur Malbrouck Deși Marlborough a a străpuns liniile Brabantului la Elixheim și voia să angajeze o bătălie la Waterloo,  olandezii și-au retras trupele, temându-se pentru siguranța țării lor. Lui Marlborough i s-a prezentat ocazia în primăvară, când l-a forțat pe Villeroi să-și concentreze toate forțele în Țările de Jos Spaniole, pentru a apăra Namur. Bătălia de la Ramillies (1706) a reprezentat o înfrângere devastatoare pentru francezi, iar drept rezultat Bruges, Anvers, Bruxelles, Gand, toată Flandra și Comitatul Hainaut au căzut în mâinile lui Marlborough. Tot ce le rămânea francezilor erau fortărețele din Mons și Namur. Cu o pierdere de 3000 de morți și răniți (mai puțin decât la Blenheim), victoria sa a costat inamicul aproximativ 20000 de victime, iar în cuvintele mareșalului Villars "a fost cea mai rușinoasă, umilitoare și dezastruoasă înfrângere". Campania a fost un triumf operațional de neegalat pentru generalul englez. "Pare mai degrabă un vis, decât realitatea", îi scria Marlborough lui Sarah. După victoria de la Ramillies, Marlborough s-a întors în Anglia și a fost aclamat de Parlament: titlurile și moșiile sale au devenit permanente pentru moștenitorii săi de sex masculin sau feminin.
Cu prințul Eugen care a pus pe fugă armata franceză la Torino, în septembrie, anul 1706 s-a dovedit un an miraculos pentru trupele aliate.
Marlborough a fost și un diplomat abil, nu numai un bun general. Nici un alt personaj al alianței anti-franceze ar fi putut să păstreze unit un sortiment de armate atât de variat și de fracționat. Fără un conducător așa viclean, aceștia s-ar fi dezbinat. El avea toate calitățile unui om de stat: răbdător, genial, rafinat și practic. În 1707, Carol al XII-lea al Suediei, un antic aliat al Franței, a invadat Germania prin nord. de teamă că Elveția ar putea intervenii în război pentru a ajuta Franța, Marlborough s-a îndreptat în grabă spre Saxonia, l-a vizitat pe Carol în tabăra sa și l-a convins să se retragă, fără să tragă un foc de armă. A suportat intransigența periodică a trupelor olandeze și sarcina de a conduce atât de multe armate de naționalitate diferită spre victorie. Succesele lui Marlborough au continuat, și, în contextul imperiului, a fost numit prinț al Sfântului Imperiu Roman și prinț de Mindelheim.
Prințul Eugen a avut și el succes, cucerind Milano și Piemont în septembrie 1707 și obligându-i pe francezi să se retragă dincolo de Alpi. Ludovic al XIV-lea a pierdut o bună parte din Spania orientală. Într-un final Ludovic al XIV-lea a cerut pacea, oferindu-se în schimb să renunțe la pretențiile la tronul Spaniei ale nepotului său și la toate Țările de Jos de Sud, dacă i s-ar fi permis să păstreze domeniile spaniole din Italia. În timp ce olandezii și germanii ar fi dorit să accepte, propunerea a fost respinsă deoarece împăratul habsburgic dorea să obțină Milano și pentru că Marlborough tânjea după bogăția și gloria pe care i le-ar fi oferit războiul, astfel a convins Londra să respingă propunerea franceză. Contraofensiva franceză din 1708, a purtat la o nouă invazie a Flandrei și i-a permis lui Ludovic să recucerească Gand. În același timp influența lui Sarah Churchill asupra reginei începea să scadă, ceea ce făcea poziția ducelui tot mai nesigură.

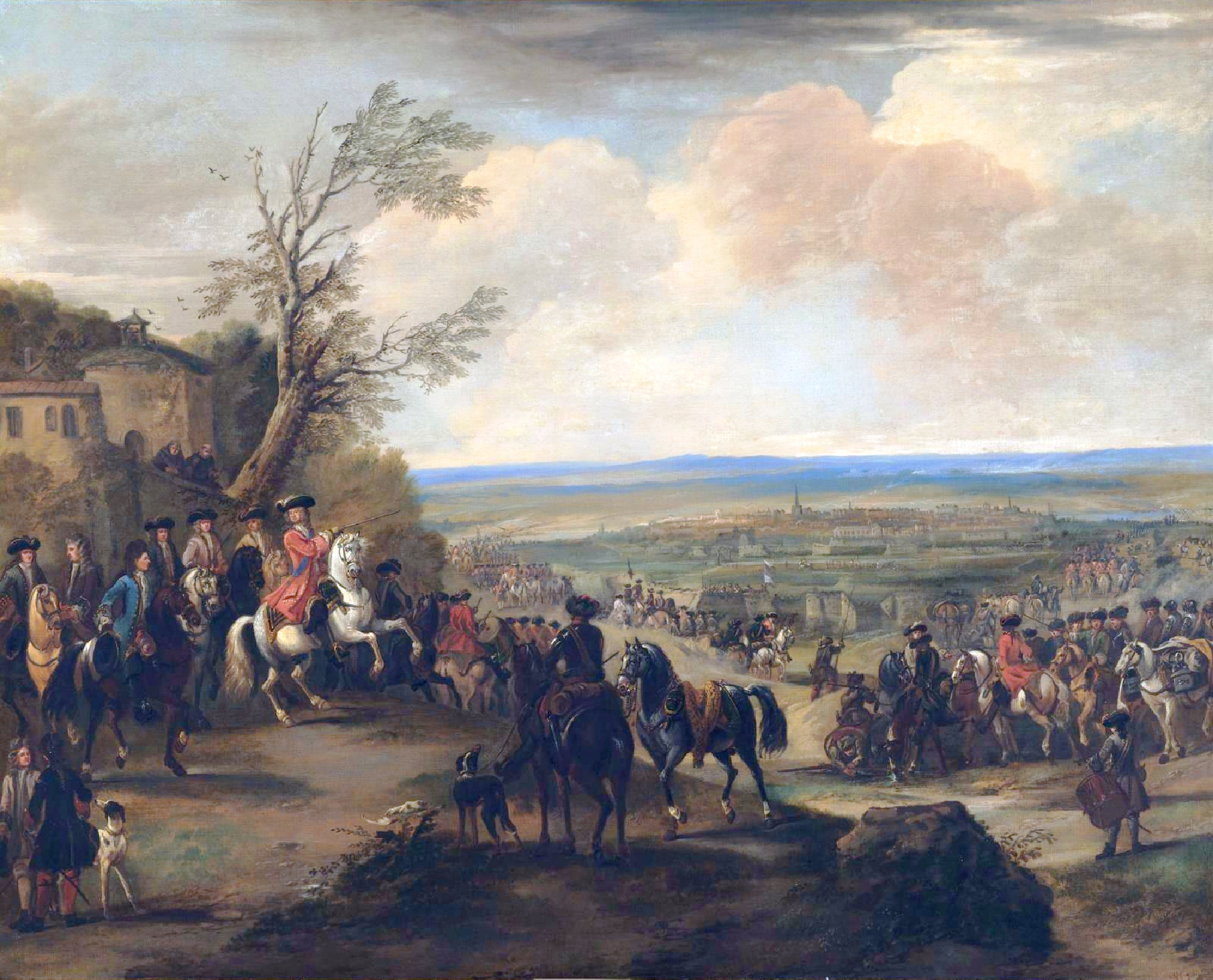
Marlborough în Bătălia de la Oudenaarde, 1708

Marlborough și-a reunit forțele și i-a atacat pe francezi, învingându-i în Bătălia de la Oudenaarde. În 11 iulie 1708 ceea ce rămânea din armata franceză demoralizată, se retrăgea spre granițele franceze: încă odată simțul său de sincronizare și cunoștințele sale despre inamic au fost din plin demonstrate. Marlborough, ajutat acum și de trupele austriece al prințului Eugen, a urmărit trupele franceze împingându-le în Franța, și după un lung asediu, în 9 decembrie 1708, a cucerit fortăreața Lille, cea mai puternică fortăreață din Europa la momentul respectiv. Cu toate dificultățile unui asediu pe timp de iarnă, campania din 1708 a fost un succes remarcabil, care necesita o îndemânare logistică și o organizare superioare. În Anglia poziția soției lui Marlborough devenea tot mai precară. Prietenia cu regina era iremediabil distrusă, iar Sarah își păstra poziția la curte doar pentru ca soțul său victorios, să rămână la conducerea armatei. După recentele înfrângeri și una din cele mai grele ierni din istoria modernă, Franța se afla la un pas de colaps. Cu toate acestea, cererile aliaților din timpul negocierilor de pace de la Haga, din aprilie 1709 (în principal articolul 37, care-i cerea lui Ludovic să predea Spania în termen de două luni, dacă nu se reîncepea războiul), au fost respinse de către francezi în iunie. Liberalii, olandezii, Marlborough și prințul Eugen, nu au reușit din motive personale și politice să asigure o pace favorabilă, prin aderarea la sloganul intransigent "Nici o pace fără Spania".
Ludovic a apelat la națiune pentru a rămâne unită și a rezista unei invazii. Armatele sale erau înfometate și visteria goală, dar cu un efort suprem Franța a răspuns apelului său și o nouă armată de 100000 de soldați , sub comanda mareșalului Villars, a fost trimisă pentru a-l constrânge pe Marlborough să renunțe la asediul orașului Mons. În ciuda apărării eroice a francezilor, Marlborough a atacat și a câștigat bătălia de la Malplaquet (11 septembrie), suferind totuși mari pierderi. Ducele a cucerit Mons în 20 octombrie, dar la întoarcerea sa în Anglia, dușmanii săi au profitat de grelele pierderi suferite în bătălia de la Malplaquet, pentru a-i mânji reputația.

## Înlăturarea de la curte

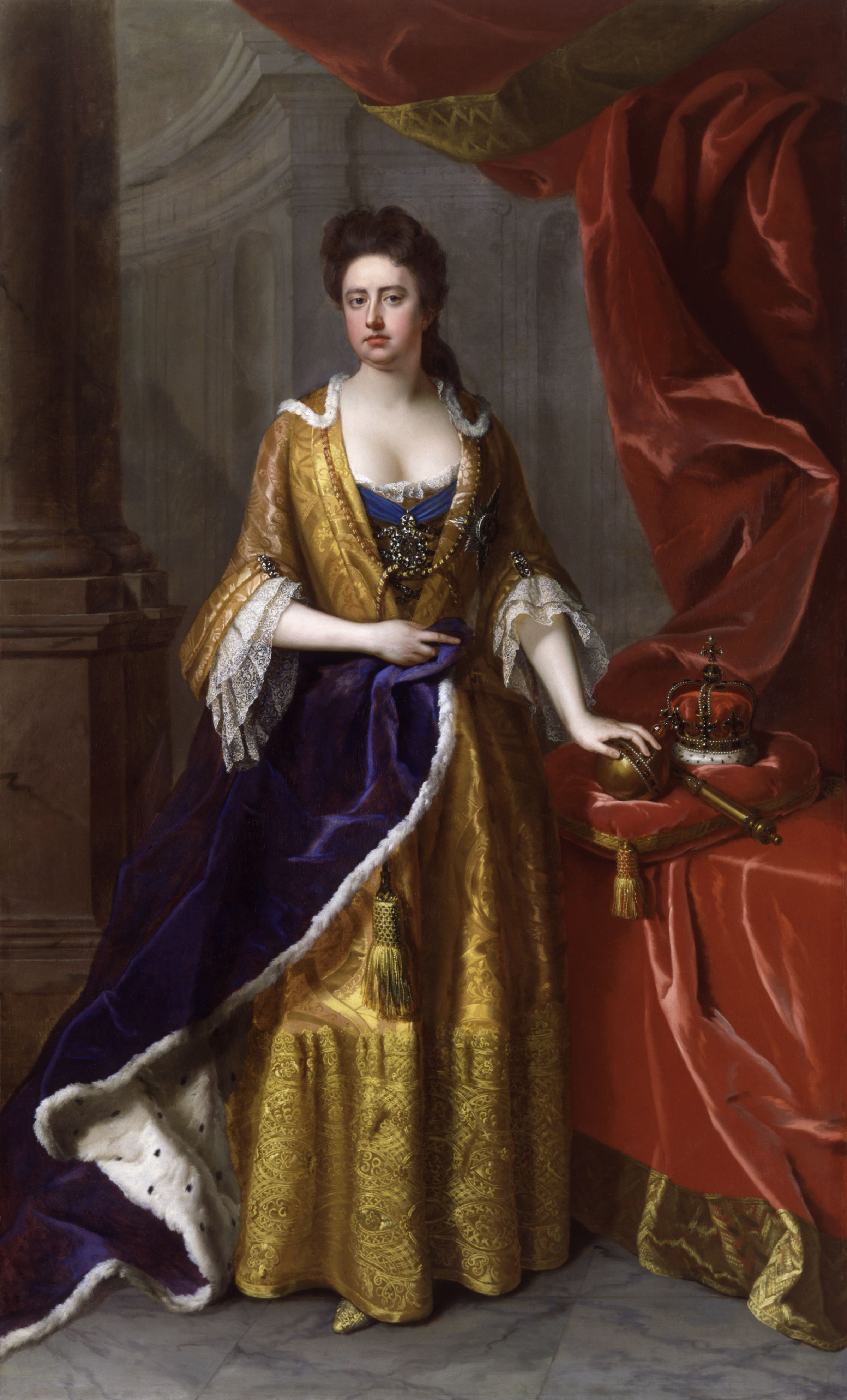
Regina Anna de Michael Darr

Aliații erau convinși că o victorie într-o mare bătălie îl va obliga pe Ludovic al XIV-lea să accepte pacea în termenii lor, dar după Malplaquet (cea mai sângeroasă bătălie a războiului) această idee și-a pierdut valabilitatea: Villars pentru a evita înfrângerea era de părere că o pace prin compromis era inevitabilă. În martie 1710 s-au redeschis negocierile de pace la Geertruidenberg, dar Ludovic al XIV-lea a refuzat cererea liberalilor de a-l forța pe nepotul său să renunțe la tronul Spaniei. Public, Marlborough urma linia guvernului, dar în particular avea îndoieli serioase cu privire la posibilitatea de a-i obliga pe francezi să accepte această alegere dezonorantă. Deși ducele a fost doar un observator la Geertruidenberg, eșecul negocierilor au dat credit detractorilor săi, care l-au acuzat că dorea să prelungească în mod deliberat războiul pentru propriul beneficiu. Cu toate acestea, cu reticență, s-a întors în campanie în primăvară, luând Douai în iunie, înainte de a cucerii Béthune și Saint-Venant, apoi în noiembrie Aire-sur-la-Lys. Cu toate acestea spijinul pro-război al liberalilor era în declin. Guvernul era de mult timp lipsit de coeziune și încredere reciprocă. Sunderland a fost concediat în iunie, urmat de Godolphin (care a refuzat să întrerupă legăturile cu Sarah), în august. Alții au urmat. Alegerile generale din octombrie au văzut o creștere în popularitate a conservatorilor și o victorie pentru politica de pace. Cu toate acestea, Marlborough rămâne în fruntea armatei. Olandezii, prințul Eugen și împăratul i-au cerut să rămână pentru cauza lor comună, în timp ce noii miniștri, știind că trebuie să pregătească o nouă campanie, l-au obligat să mențină presiunea asupra inamicului până când nu au făcut propriile angajamente pentru pace. Ducele "mult mai subțire și mult schimbat" s-a întors în Anglia în noiembrie. Relația sa cu Anna s-a răcit treptat în următoarele luni (ea a refuzat să-l numească căpitan-general pe viață și a intervenit în numirile militare). Pentru moment, însă, problema principală era ducesa Sarah: Abigail și Harley, plini de resentimente au convins-o într-un final pe regină să se debaraseze de ea. Marlborough a întâlnit-o pe Anne în 17 ianuarie 1711, într-o ultimă încercare de a o salva pe soția sa, dar ea nu s-a lăsat influențată, și a cerut ca Sarah să abandoneze "cheia de aur" (simbol al biroului său) în termen de două zile, avertizându-l Nu voi vorbi despre nimic altceva, până nu am cheia.

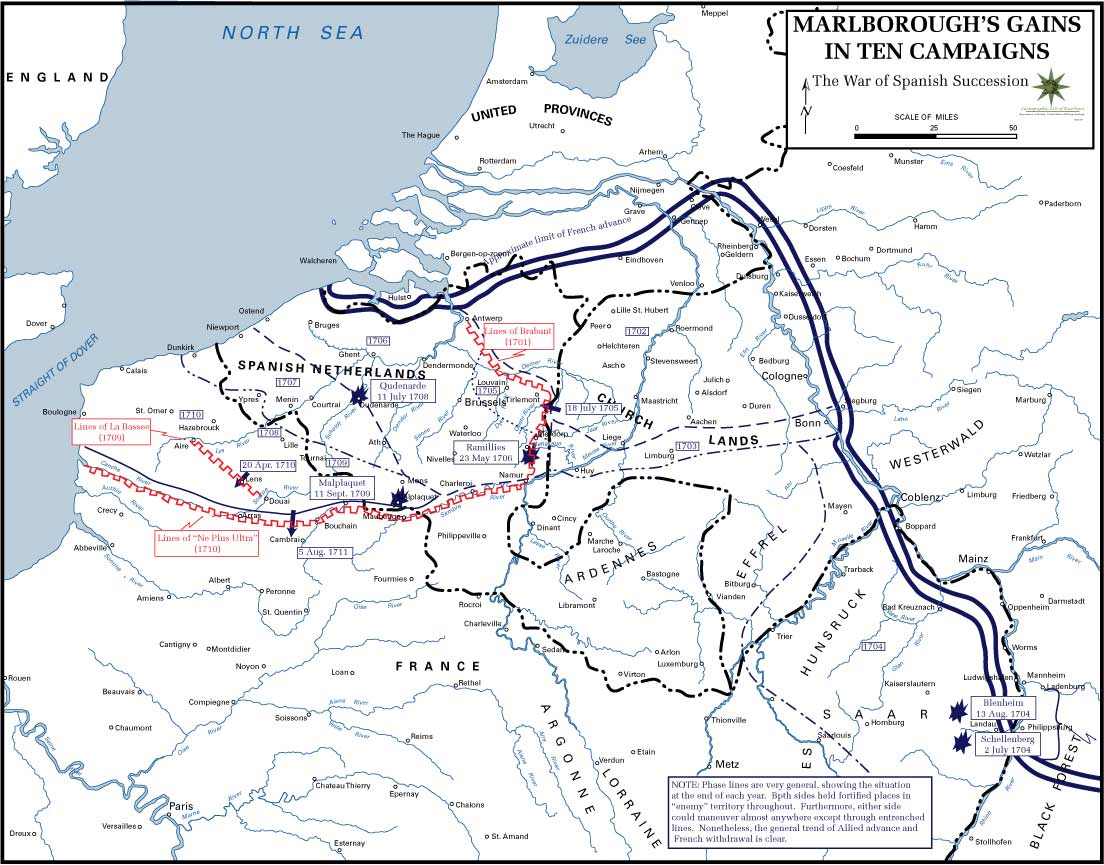
Principalele asedii şi bătălii ale lui Marlborough în timpul Războiului Succesiunii Spaniole. În deceniul în care a avut comanda 1702-1711, Marlborough a luptat în cinci mari bătălii şi a asediat şi capturat peste cincizeci de cetăţi inamice.

În ciuda tuturor acestor tulburări și cu sănătatea în declin, Marlborough a revenit la Haga la sfârșitul lunii februarie pentru a pregătii ceea ce va fi ultima și una din cele mai mari campanii ale sale. Încă odată Marlborough și Villars s-au înfruntat, de data aceasta de-a lungul liniilor din sectorul non plus ultra (vezi harta) din Avesnes-le-Comte - Arras. Cu un exercițiu de înșelăciune psihologică genială și un marș de noapte secret, acoperind 60 de kilometri în 18 ore, a penetrat liniile pretinse inexpugnabile inamice fără să piardă un singur om; Marlborough era în măsură acum să asedieze cetatea Bouchain Villars, înșelat și manipulat, a fost pus în imposibilitatea de a intervenii, iar cetatea a fost nevoită să capituleze necondiționat în 12 septembrie. Chandler a scris: "Măiestria militară cu care l-a înșelat în mod repetat pe Villars în prima parte a campaniei, este de neegalat în analele istoriei militare...asediul de la Bouchain urmat de toate complexitățile sale tehnice, a fost de asemenea o manifestare a superiorității sale războinice.
Datorită victoriilor strategice din 1711, aliații erau convinși că anul următor vor mărșălui spre Paris, dar Harley nu intenționa să lase războiul să meargă așa departe, ceea ce risca să compromită negocierile secrete de pace anglo-franceze (cu ideea ca Filip al V-lea să rămână pe tronul Spaniei) care au avut loc pe tot parcursul anului. Marlborough de mult timp avea îndoieli cu privire la politica liberalilor "nici o pace fără Spania", dar nu era dispus să-și abandoneze aliații (inclusiv Electorul de Hanovra, moștenitorul Annei) și s-a alăturat liberalilor pentru a se opune acestor preliminarii de pace. Cu toate acestea, Anna, obosită de război, în 7 decembrie 1711, a fost în măsură să anunțe că "în ciuda celor care se bucură de arta războiului - bătaie de joc la adresa lui Marlborough - s-au deschis tratativele pentru o pace generală".

## Concedierea

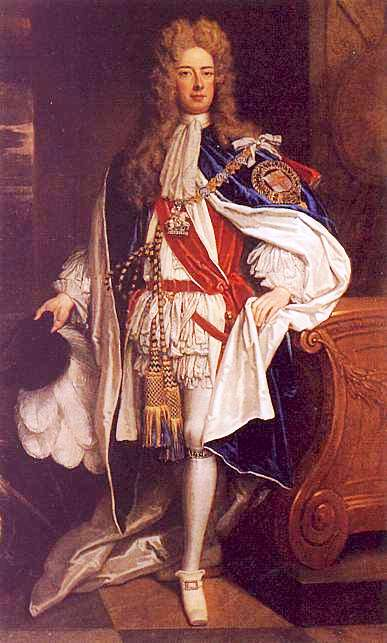
Ducele de Marlborough de Godfrey Kneller

Pentru a prevenii izbucnirea războiului în primăvară, guvernul britanic a socotit că era esențial să-l înlocuiască pe Marlborough cu un general mai apropiat de miniștri și mai puțin în contact cu aliații. Pentru a face acest lucru, Harley (devenit de puțin conte de Oxford) și St. Jones au considerat că era necesar ca ducele să fie acuzat de corupție, completând astfel portretul anti-Whig și pro-război, pe care Jonathan Swift îl prezentase deja unui public credul prin pamfletul său Conduct of the Allies (1711). Mijloacele pentru finalizarea căderii lui Marlborough au fost deja puse în aplicare când guvernul a instituit o comisie parlamentară "pentru a colecta, analiza și a se pronunța asupra conturilor publice al regatului", pentru a investiga posibile nereguli în gestionarea războiului. Comisia parlamentară a Camerei Comunelor a găsit două capete de acuzare împotriva lui Marlborough: în primul rând se afirma că pentru mai mult de nouă ani el primise mai mult de 63000 de lire sterline de la companiile de furnizare și transport di Țările de Jos, și în al doilea rând el prelevase 2,5 % din salariile trupelor străine angajate de Anglia, în valoare de 280000 de lire sterline. În ciuda faptului că Marlborough a respins acuzațiile (pretinzând că prima acuzație era prea veche pentru a fi luată în considerare, iar pentru a doua prezentând un mandat semnat de regină în 1702, prin care era autorizat să facă astfel de deduceri din banii serviciilor secrete pentru război), rezultatele au fost destul de concludente pentru ca Harley să o convingă pe regină să-l elibereze pe duce din funcția de căpitan-general. Astfel în 29 decembrie 1711, înainte ca acuzațiile să fie reexaminate de Parlament, Anna, care îi datora succesul și gloria domniei sale, i-a trimis o scrisoare prin care punea sfârșit funcțiilor sale: "Sunt dezolată pentru binele tău, dar motivele au devenit publice și m-au pus în obligația de a vă anunța că a devenit imposibil să continuați să fiți în serviciul meu". Conservatorii, care dominau Parlamentul cu o largă majoritate, au ajuns la concluzia că colectarea acestor sume de bani în fiecare an de către ducele de Marlborough...este nedreaptă și ilegală și cei 2,5 % din salariile trupelor străine, sunt bani publici", dar atunci când ducele de Ormonde a plecat la Haga pentru a lua comanda forțelor britanice, el a avut, cum a notat episcopul Gilbert Burnet, "aceleași beneficii, care-l făcuseră recent pe Marlborough să câștige o condamnare penală".
Aliații au fost uimiți de concedierea lui Marlborough. Francezii, în schimb s-au bucurat de eliminarea principalului obstacol din calea negocierilor anglo-franceze. Marlborough a continuat să-și facă cunoscut punctul de vedere, dar atacat de dușmani și de presa parlamentară, riscând să-și piardă averea, a crezut că era mai înțelept să părăsească Anglia. Astfel după înmormântarea lui Godolphin, din 7 octombrie, a plecat în exil voluntar pe continent, în 1 decembrie 1712.

## Revenirea
Palatul Blenheim, vedere panoramică. "Acest morman de pietre", cum a fost numit de ducesa de Marlborough, a fost început în 1705 și finalizat în 1724
Marlborough a fost salutat și sărbătorit de popoarele și curțile Europei, respectat nu doar ca general, dar și ca prinț al Sfântului Imperiu Roman. Sarah i s-a alăturat în februarie 1713 și a fost încântată când, sosită la Frankfurth în luna mai, trupele prințului Eugen, l-au salutat pe Marlborough din toate punctele de vedere, ca și când ar fi fost încă în funcție.
De-a lungul călătoriilor sale, Marlborough a rămas în strâns contact cu curtea de Hanovra, hotărât să asigure succesiunea casei de Hanovra fără vărsare de sânge, la moartea lui Anna. Reprezentanții Franței, Marii Britanii și a Republicii Olanda au semnat Tratatul de la Utrecht, în 11 aprilie 1713. Tratatul a marcat apariția Marii Britanii ca o mare putere. Dar pe plan intern, Anglia era încă împărțită între liberali și conservatori, și între iacobini și susținători ai casei de Hanovra. Marlborough în exil era mereu bine informat despre evenimentele din Anglia și a rămas un personaj puternic pe scena politică, nu în ultimul rând datorită atașamentului personal al reginei pentru el. După moartea fiicei sale, Elizabeth, de variolă în martie 1714, Marlborough a contactat-o pe regină. Nu se cunoaște conținutul scrisorii, dar este posibil ca Anna să-l fi chemat acasă. Oricum, se pare că se ajunsese la un acord pentru a-l restabilii pe Marlborough în funcțiile sale.

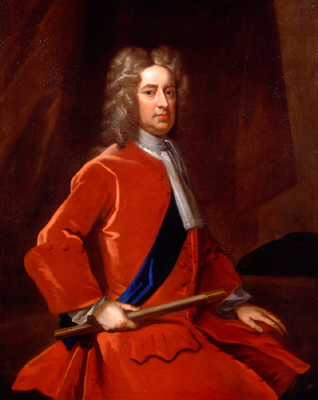
Ducele de Marlborough de Enoh Seeman, Portret din 1717

Starea de sănătate a reginei s-a deteriorat rapid și Anna moare în 1 august 1714. A doua zi, Marlborough s-a întors în patrie. Consiliul privat l-a proclamat imediat pe Electorul de Hanovra rege al Angliei. Iacobinii nu au reușit să acționeze și ceea ce Daniel Defoe a numit puterea constituției, a triumfat, iar regenții aleși de George au pregătit sosirea lui. Marlborough a fost primit cu cordialitate de rege. A fost numit din nou căpitan-general, maestru general și comandant de artilerie al Gărzii; ducele a devenit din nou un om influent la curte. Dar în 28 mai 1716 a suferit un accident cerebral la Holywell Chamber. Acesta a fost urmat de un altul în noiembrie, de data aceasta la casa lui Palatul Blenheim. Suferind de afazie, dar cu mintea lucidă, se recuperează suficient pentru a vedea cum continuă lucrările la Palatul Blenheim și pentru a participa la votul Camerei Lorzilor pentru destituirea lui Oxford. În 1719, ducele și ducesa s-au instalat în aripa de est a palatului neterminat. În 1722 suferă un alt atac cerebral, și moare în prezența soției și a ultimelor fiice care îi supraviețuiseră, Henrietta Godolphin și Mary Montague. A fost înmormântat în capătul de est al capelei lui Henric al VII-lea, la Westminster Abbey, dar în conformitate cu instrucțiunile lăsate de Sarah, care a murit în 1744, rămășițele sale au fost transferate în capela de la Blenheim.

## Evaluare

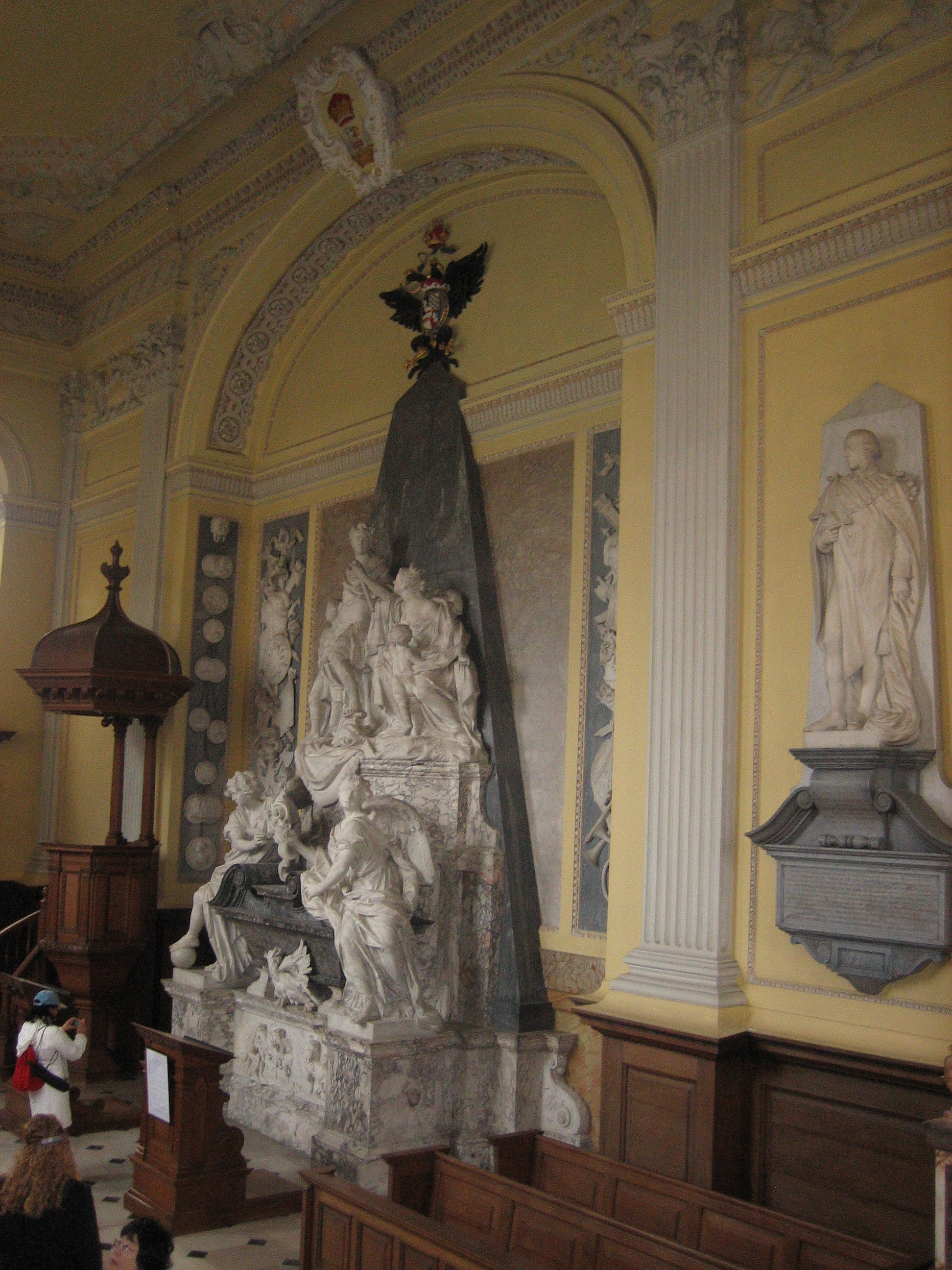
Locul de odihnă a ducelui şi ducesei de Marlborough la capela de la Blenheim.

Pentru istoricii militari David Chandler și Richard Holmes, Marlborough este cel mai mare ofițer britanic din istorie, punct de vedere împărtășit în mod particular și de ducele de Wellington, care "nu a putut concepe nimic mai mare decât Marlborough în fruntea armatei engleze". Cu toate acestea, istoricul Whig Thomas Macauley, îl denigrează pe Marlborough în paginile cărții sale Istoria Angliei, unde, în cuvintele istoricului John Wilson Croker, îl urmărește pe Marlborough "cu mai multă ferocitate și mai puțină perspicacitate decât un copoi bun". Conform istoricului George Trevelyan, Macauley "a dorit în mod instinctiv să pună în evidență geniul lui Marlborough, pe fundalul ticăloșiei sale". Drept răspuns la Istoria Angliei a lui Macauley, un descendent a lui Marlborough, Winston Churchill, a scris o biografie laudativă despre strămoșul lui: Marlborough: His Life and Times.
Marlborough a fost devorat de ambiție, urmărit necontenit de setea de avere, de putere și promovare socială, ceea ce i-au adus faima de a fi zgârcit și lacom. Aceste trăsături poate au fost exagerate, dar, Trevelyan notează, că aproape toți oamenii de stat din acea epocă, au încercat să strângă bani în detrimentul public: Marlborough era divers de aceștia, deoarece și-a afișat în mod public setea de avere. În căutarea faimei și pentru a-și apăra interesele personale, s-a dovedit nemilos, după cum arată dezertarea lui în timpul lui Iacob al II-lea. Macauley a considerat acest fapt ca un act de trădare față de Iacob, viziune împărtășită și de istoricul C. K. Chesterton: "Churchill, ca pentru a adăuga ceva la imitația perfectă a lui Iuda Iscarioteanul, s-a dus la Iacob cu dovezi de dragoste și loialitate...apoi calm, a predat armata invadatorului". Reputația sa se bazează mai mult pe faptele sale ca militar, decât ca om de stat și curtean.

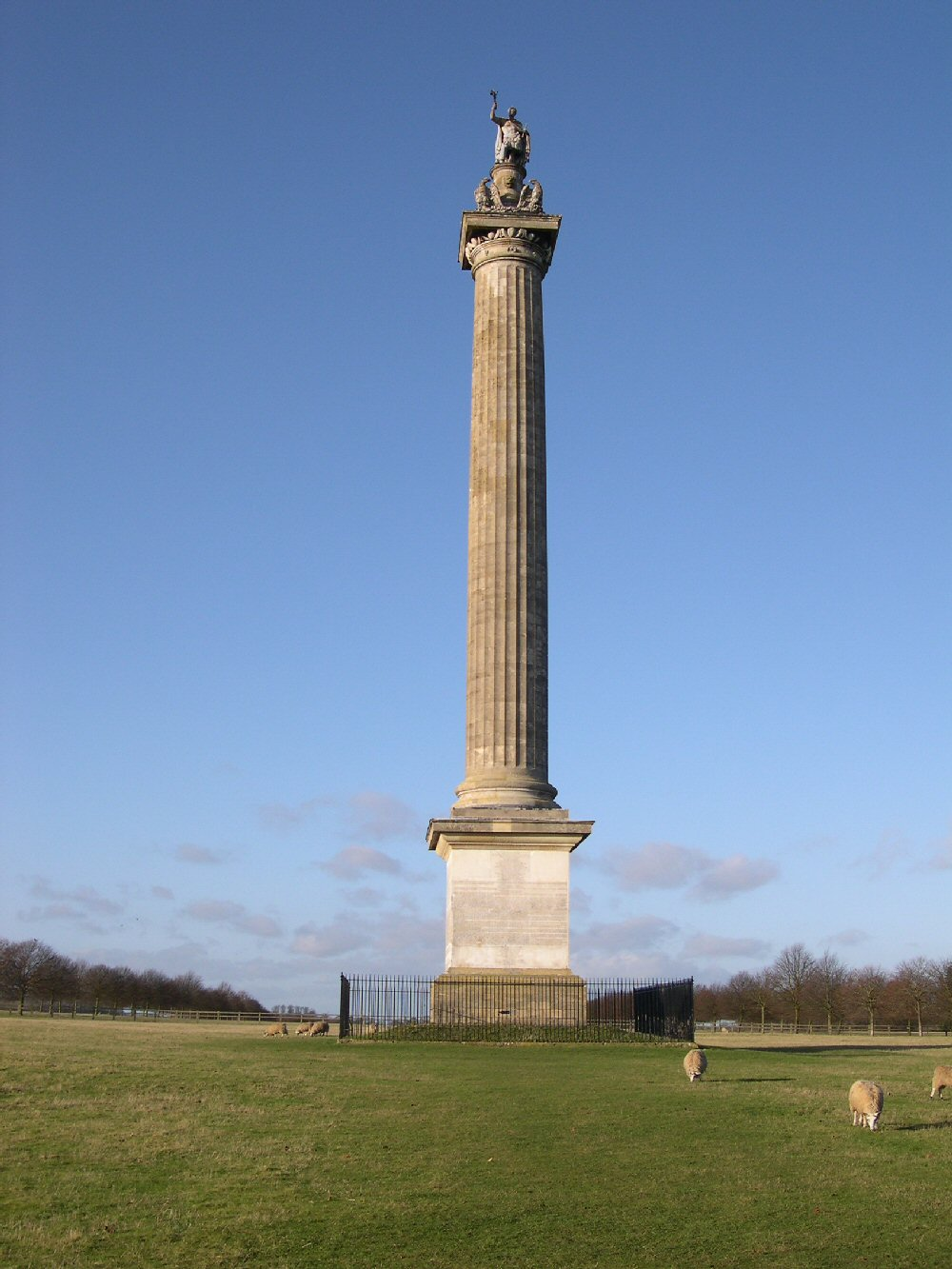
Columna Victoriei Blenheim la Oxfordshire

Din punct de vedere politic, Marlborough a avut o cunoaștere rară a problemelor majore și de la începutul Războiului Succesiunii Spaniole a avut o privire de ansamblu asupra conflictului. A fost una din puținele persoane influente care au lucrat pentru o unitate reală în cadrul Marii Alianțe, dar dorința sa de a prelungii războiul pentru înlocuirea lui Filip al V-lea pe tronul Spaniei, a fost o eroare fatală. Marlborough a fost acuzat - probabil din motive politice și diplomatice - că nu s-a bazat pe îndoielile lui, pentru a evita erorile sale. În calitate de militar, el a preferat lupta pe câmpul de bătălie, asediilor. Asistat de o echipă de experți și bucurându-se de o relație personală apropiată cu prințul Eugen, el a demonstrat de multe ori că ideile sale erau deseori avansate față de contemporanii săi. A fost un maestru în evaluarea principalelor caracteristici ale inamicului pe câmpul de luptă.
Ca manager, Marlborough a fost de asemenea fără egal, atenția la detalii a lăsat rareori trupele sale neaprovizionate și armata sa sosea la destinație intactă și aptă de luptă. Preocuparea sa pentru bunăstarea soldaților, capacitatea de a inspira încredere și dorința sa de a împărtășii pericolele în război, au făcut să fie adulat de trupele sale: "lumea nu ar putea produce un om de o mai mare umanitate", a spus caporalul Matthew Bishop. Această gamă de calități, au făcut ca el să fie un om deosebit. Chiar și adversarii săi i-au recunoscut calitățile. Succesele sale au fost posibile și datorită rezistenței sale enorme, voinței și auto-disciplinei și capacitatea sa de a ține unită Alianța împotriva Franței, consolidată de victoriile sale, nu poate fi subestimată. Descendentul său direct Winston Churchill a scris "El a comandat zece campanii armate ale Europei împotriva Franței... Nu a fost nici o bătălie pe care nu a câștigat-o, nici o cetate asediată pe care nu a cucerit-o...El a plecat din război neînvins". Nu există un alt soldat britanic care a avut o asemenea povară pe umeri și atâtea responsabilități.

## Descendența succesivă
După moartea fiilor lui John Churchill, printr-un act special al Parlamentului, titlul a fost primit de fiica sa mai mare, Lady Henrietta Churchill.
Lady Anne Churchill s-a căsătorit cu Charles Spencer, al III-lea Conte de Sunderland, și din această căsătorie descind ducii de Marlborough moderni.
Printre cei mai importanți descendenți se numără Georgiana Spencer, Ducesă de Devonshire, Winston Churchill, Diana, Prințesă de Wales, omonima prințesei Diana Spencer, care a trăit în secolul al XVIII-lea.
Winston Churchill, care a fost și biograful său, era foarte mândru că era un descendent al lui Marlborough. Când i s-a spus că Bătălia Angliei a fost Waterlooul său (adică o mare victorie britanică), el a răspuns afirmând:  Nu, este Blenheim-ul meu.

## Onoruri
- Cavaler al Ordinului Jartierei